# Indy Lights 1991
De 1991 Firestone Indy Lights Kampioenschap was het zesde kampioenschap van de Indy Lights. Het kampioenschap werd gewonnen door Belgisch coureur Eric Bachelart.

## Teams en Rijders
De teams reden met een March 86A-chassis en een 3.5 L Buick V6-motor.
| Team                         | Nr | Rijder              | Sponsor(s)                             | Opmerkingen |
| ---------------------------- | -- | ------------------- | -------------------------------------- | --- |
| Landford Racing              | 1  | Eric Bachelart      | Toshiba                                | |
| Landford Racing              | 21 | P.J. Jones          | American Racing Wheels                 | |
| P.I.G. Racing                | 2  | John Marconi        | Herbalife                              | Reed in Milwaukee, Detroit en Portland                                                                                |
| P.I.G. Racing                | 2  | Tommy Byrne         | Say No To Drugs                        | Reed in Long Beach, Phoenix en Laguna Seca                                                                            |
| P.I.G. Racing                | 9  | Tommy Byrne         | Say No To Drugs                        | Reed in Detroit en Portland                                                                                           |
| P.I.G. Racing                | 9  | George Sutcliffe    | Say No To Drugs                        | Reed de eerste drie races                                                                                             |
| Leading Edge Motorsports     | 4  | Robbie Buhl         | Racing For Kids / Copper & Brass Sales | |
| Leading Edge Motorsports     | 11 | Desire Wilson       | Cies Sexton / Steelock                 | Reed alleen in Denver                                                                                                 |
| Leading Edge Motorsports     | 12 | Mark Ritchey        | Arciero Wines                          | Reed alleen in Long Beach                                                                                             |
| Leading Edge Motorsports     | 12 | Jeff Davis          | Van K Engineering                      | Reed de eerste twee races niet                                                                                        |
| Leading Edge Motorsports     | 33 | Bob Reid            | Ohio Tool Systems                      | Reed alleen in Mid-Ohio                                                                                               |
| Groff Motorsports            | 5  | Robbie Groff        | Northwest Excavating                   | |
| Bradley Motorsports          | 6  | Dave Kudrave        | Bradley Food Marts                     | Reed in Long Beach, Phoenix, Detroit en Portland                                                                      |
| Bradley Motorsports          | 6  | Page Jones          | Bradley Food Marts                     | Reed alleen in Laguna Seca                                                                                            |
| Bradley Motorsports          | 26 | Mike Snow           | Bradley Food Marts                     | Reed niet in Milwaukee en Toronto                                                                                     |
| Evergreen Racing             | 7  | Mark Smith          | Evergreen Aviation                     | |
| Team Milkhouse               | 8  | Johnny O'Connell    | Milkhouse Cheese                       | Reed de eerste zes races                                                                                              |
| Regency Racing               | 10 | Dave Kudrave        |                                        | Reed in Mid-Ohio en Laguna Seca                                                                                       |
| Stuart Moore Racing          | 11 | Rob Wilson          | Botero                                 | Reed in Milwaukee, Mid-Ohio en Laguna Seca                                                                            |
| Stuart Moore Racing          | 11 | Wayne Cerbo         |                                        | Reed in Cleveland en Meadowlands                                                                                      |
| John Martin Racing           | 14 | Scott Backman       | Coors / K105 FM                        | Reed alleen in Denver                                                                                                 |
| Glass Racing                 | 18 | Cheryl Glass        | Elegente Eye                           | Reed de eerste twee races                                                                                             |
| Cole Performance             | 24 | Brian Till          | Sisapa Records                         | |
| Fréon Racing Service         | 27 | Franck Fréon        | Aldus Software                         | |
| Cameron-McGee Motorsports    | 32 | Bob Dorricott jr.   | Sunnyvale Valve & Fitting              | Reed in Mid-Ohio en Laguna Seca                                                                                       |
| Roquin Motorsports           | 64 | Roberto Quintanilla | Transportes Quintanille                | Reed in Long Beach, Detroit, Portland, Cleveland, Meadowlands, Toronto, Denver, Mid-Ohio, Pennsylvania en Laguna Seca |
| Roquin Motorsports           | 65 | Marty Roth          | Avron Group                            | Reed alleen in Long Beach                                                                                             |
| Roquin Motorsports           | 65 | Sandy Dells         |                                        | Reed alleen in Detroit                                                                                                |
| Sandy Dells Racing           | 65 | Hugh O'Neill        | Russell Racing School                  | Reed alleen in Laguna Seca                                                                                            |
| Marconi Racing / U.S. Racing | 77 | John Marconi        | Herbalife                              | Reed in Long Beach, Cleveland, Meadowlands, Toronto, Denver, Mid-Ohio en Laguna Seca                                  |
| McNeill Motorsports          | 89 | Rob Wilson          | Clothestime                            | Reed de eerste twee races                                                                                             |
| McNeill Motorsports          | 89 | Bob Reid            | Clothestime / Ohio Tool                | Reed in Detroit en Cleveland                                                                                          |

## Races
| Race | Datum        | Circuit                        | Locatie             |
| ---- | ------------ | ------------------------------ | ------------------- |
| 1    | 14 April     | Long Beach street circuit      | Long Beach, CA      |
| 2    | 21 April     | Phoenix International Raceway  | Phoenix, AZ         |
| 3    | 2 Juni       | Milwaukee Mile                 | West Allis, WI      |
| 4    | 16 Juni      | Belle Isle Raceway             | Detroit, MI         |
| 5    | 23 Juni      | Portland International Raceway | Portland, OR        |
| 6    | 7 Juli       | Grand Prix of Cleveland        | Cleveland, OH       |
| 7    | 14 Juli      | Meadowlands Sports Complex     | East Rutherford, NJ |
| 8    | 21 Juli      | Exhibition Place               | Toronto, ON         |
| 9    | 25 Augustus  | Denver street circuit          | Denver, CO          |
| 10   | 15 September | Mid-Ohio Sports Car Course     | Lexington, OH       |
| 11   | 6 Oktober    | Nazareth Speedway              | Nazareth, PE        |
| 12   | 20 Oktober   | Laguna Seca Raceway            | Monterey, CA        |

## Race resultaten
| Race | Race naam    | Pole positie   | Snelste ronde | Meeste ronden aan de leiding | Winnende rijder | Winnende team            |
| ---- | ------------ | -------------- | ------------- | ---------------------------- | --------------- | ------------------------ |
| 1    | Long Beach   | Eric Bachelart | ?             | Eric Bachelart               | Eric Bachelart  | Landford Racing          |
| 2    | Phoenix      | Mark Smith     | ?             | Mark Smith                   | Robbie Groff    | Groff Motorsports        |
| 3    | Milwaukee    | John Marconi   | ?             | Robbie Groff                 | Robbie Groff    | Groff Motorsports        |
| 4    | Belle Isle   | Eric Bachelart | ?             | Eric Bachelart               | Eric Bachelart  | Landford Racing          |
| 5    | Portland     | P.J. Jones     | ?             | P.J. Jones                   | Eric Bachelart  | Landford Racing          |
| 6    | Cleveland    | Mark Smith     | ?             | Mark Smith                   | Mark Smith      | Evergreen Racing         |
| 7    | New Jersey   | Mark Smith     | ?             | P.J. Jones                   | Eric Bachelart  | Landford Racing          |
| 8    | Toronto      | Eric Bachelart | ?             | Robbie Buhl                  | P.J. Jones      | Landford Racing          |
| 9    | Denver       | Robbie Groff   | ?             | P.J. Jones                   | P.J. Jones      | Landford Racing          |
| 10   | Ohio         | Robbie Buhl    | ?             | Eric Bachelart               | Brian Till      | Cole Performance         |
| 11   | Pennsylvania | Robbie Groff   | ?             | Robbie Groff                 | Robbie Buhl     | Leading Edge Motorsports |
| 12   | Monterey     | Robbie Buhl    | ?             | Mark Smith                   | Mark Smith      | Evergreen Racing         |

## Uitslagen
| Pos | Rijder              | LBH | PHX | MIL | DET | POR | CLE | MEA | TOR | DEN | MDO | NAZ | LS | Punten |
| --- | ------------------- | --- | --- | --- | --- | --- | --- | --- | --- | --- | --- | --- | -- | ------ |
| 1   | Eric Bachelart      | 1*  | 3   | 2   | 1*  | 1   | 7   | 1   | 6   | 2   | 13* | 3   | 3  | 174    |
| 2   | Mark Smith          | 4   | 2*  | 7   | 6   | 3   | 1*  | 5   | 5   | 4   | 2   | 8   | 1* | 155    |
| 3   | P.J. Jones          | 15  | 10  | 4   | 14  | 5*  | 14  | 2*  | 1   | 1*  | 4   | 2   | 5  | 123    |
| 4   | Franck Fréon        | 5   | 7   | 3   | 2   | 2   | 6   | 6   | 4   | 6   | 3   | 9   | 8  | 121    |
| 5   | Brian Till          | 7   | 15  | 6   | 3   | 4   | 2   | DNS | 7   | 5   | 1   | 4   | 2  | 120    |
| 6   | Robbie Buhl         | 2   | 8   | 9   | 4   | 6   | 5   | 3   | 2*  | 11  | 14  | 1   | 17 | 110    |
| 7   | Robbie Groff        | 3   | 1   | 1*  | 5   | 9   | 3   | 4   | 10  | 13  | 15  | 7*  | 15 | 107    |
| 8   | John Marconi        | 12  | 9   | 5   | 16  | 12  | 9   | 8   | 3   | 8   | 7   |     | 10 | 54     |
| 9   | Roberto Quintanilla | 16  |     |     | 12  | 11  | 8   | 7   | 8   | 3   | 5   | 5   | 14 | 53     |
| 10  | Jeff Davis          |     |     | 10  | 11  | 10  | 10  | 9   | 9   | 7   | 9   | 6   | 11 | 39     |
| 11  | Johnny O'Connell    | 9   | 5   | 8   | 15  | 7   | 4   |     |     |     |     |     |    | 37     |
| 12  | Tommy Byrne         | 8   | 4   |     | 8   | 8   |     |     |     |     |     |     | 6  | 35     |
| 13  | Mike Snow           | 6   | 13  |     | 13  | 14  | 12  | DNS |     | 10  | DSQ | 10  | 4  | 29     |
| 14  | Dave Kudrave        | 18  | 12  |     | 7   | 13  |     |     |     |     | 10  |     | 7  | 16     |
| 15  | Rob Wilson          | 10  | 11  | 11  |     |     |     |     |     |     | 6   |     | 16 | 15     |
| 16  | George Sutcliffe    | 13  | 6   | 10  |     |     |     |     |     |     |     |     |    | 9      |
| 17  | Bob Reid            |     |     |     | 9   |     | 11  |     |     |     | 11  |     |    | 8      |
| 18  | Scott Backman       |     |     |     |     |     |     |     |     | 9   |     |     |    | 4      |
| 18  | Page Jones          |     |     |     |     |     |     |     |     |     |     |     | 9  | 4      |
| 20  | Sandy Dells         |     |     |     | 10  |     |     |     |     |     |     |     |    | 3      |
| 20  | Wayne Cerbo         |     |     |     |     |     | 13  | 10  |     |     |     |     |    | 3      |
| 22  | Bob Dorricott jr.   |     |     |     |     |     |     |     |     |     | 12  |     | 12 | 2      |
| 22  | Marty Roth          | 11  |     |     |     |     |     |     |     |     |     |     |    | 2      |
| 24  | Desire Wilson       |     |     |     |     |     |     |     |     | 12  |     |     |    | 1      |
| 25  | Cheryl Glass        | 17  | 14  |     |     |     |     |     |     |     |     |     |    | 0      |
| 25  | Hugh O'Neill        |     |     |     |     |     |     |     |     |     |     |     | 13 | 0      |
| 25  | Mark Ritchey        | 14  |     |     |     |     |     |     |     |     |     |     |    | 0      |
| Pos | Rijder              | LBH | PHX | MIL | DET | POR | CLE | MEA | TOR | DEN | MDO | NAZ | LS | Punten |

| Kleur       | Resultaat                       |
| ----------- | ------------------------------- |
| Goud        | Winnaar                         |
| Zilver      | 2de plaats                      |
| Brons       | 3de plaats                      |
| Groen       | 4de en 5de plaats               |
| Lichtblauw  | 6de–10de plaats                 |
| Donkerblauw | Gefinisht (buiten de Top 10)    |
| Paars       | Niet gefinisht                  |
| Rood        | Niet gekwalificeerd (DNQ)       |
| Bruin       | Teruggetrokken (Wth)            |
| Zwart       | Gediskwalificeerd (DSQ)         |
| Wit         | Niet Gestart (DNS)              |
| Blank       | Nam geen deel aan de race (DNP) |
| Blank       | Niet geracet                    |

| Toegevoegde info    |                                                      |
| vet                 | Pole positie (1 punt)                                |
| cursief             | Snelste ronde                                        |
| *                   | Meeste ronden aan de leiding (2 punten)              |
| 1                   | Kwalificatie geannuleerd geen bonuspunten uitgedeeld |
| Rookie van het Jaar |                                                      |
| Rookie              |                                                      |

| Kleur       | Resultaat                       |
| ----------- | ------------------------------- |
| Goud        | Winnaar                         |
| Zilver      | 2de plaats                      |
| Brons       | 3de plaats                      |
| Groen       | 4de en 5de plaats               |
| Lichtblauw  | 6de–10de plaats                 |
| Donkerblauw | Gefinisht (buiten de Top 10)    |
| Paars       | Niet gefinisht                  |
| Rood        | Niet gekwalificeerd (DNQ)       |
| Bruin       | Teruggetrokken (Wth)            |
| Zwart       | Gediskwalificeerd (DSQ)         |
| Wit         | Niet Gestart (DNS)              |
| Blank       | Nam geen deel aan de race (DNP) |
| Blank       | Niet geracet                    |

| Toegevoegde info    |                                                      |
| vet                 | Pole positie (1 punt)                                |
| cursief             | Snelste ronde                                        |
| *                   | Meeste ronden aan de leiding (2 punten)              |
| 1                   | Kwalificatie geannuleerd geen bonuspunten uitgedeeld |
| Rookie van het Jaar |                                                      |
| Rookie              |                                                      |

| Positie | 1  | 2  | 3  | 4  | 5  | 6 | 7 | 8 | 9 | 10 | 11 | 12 |
| ------- | -- | -- | -- | -- | -- | - | - | - | - | -- | -- | -- |
| Punten  | 20 | 16 | 14 | 12 | 10 | 8 | 6 | 5 | 4 | 3  | 2  | 1  |

1986 ·
1987 ·
1988 ·
1989 ·
1990 ·
1991 ·
1992 ·
1993 ·
1994 ·
1995 ·
1996 ·
1997 · 
1998 ·
1999 ·
2000 ·
2001 ·
2002 ·
2003 ·
2004 ·
2005 ·
2006 ·
2007 ·
2008 ·
2009 ·
2010 ·
2011 ·
2012 ·
2013 ·
2014 ·
2015 ·
2016 ·
2017 ·
2018 ·
2019 ·
2020 ·
2021 ·
2022 ·
2023 ·
2024 ·
2025

Lijst van coureurs